# Prelatura territoriale di Chuquibamba
La prelatura territoriale di Chuquibamba (in latino Praelatura Territorialis Chuquibambensis) è una sede della Chiesa cattolica in Perù suffraganea dell'arcidiocesi di Arequipa. Nel 2021 contava 119.260 battezzati su 135.660 abitanti. La sede è vacante.

## Territorio
La prelatura territoriale comprende le province di Camaná, Castilla, Condesuyos e La Unión nella regione peruviana di Arequipa.
Sede prelatizia è la città di Chuquibamba, dove si trova la cattedrale dell'Immacolata Concezione.
Il territorio è suddiviso in 25 parrocchie.

## Storia
La prelatura territoriale è stata eretta il 5 giugno 1962 con la bolla Christi caritas di papa Giovanni XXIII, ricavandone il territorio dall'arcidiocesi di Arequipa e dalla prelatura territoriale di Caravelí.

## Cronotassi dei vescovi
Si omettono i periodi di sede vacante non superiori ai 2 anni o non storicamente accertati.
- Redento Maria Gauci, O.Carm. † (5 giugno 1962 - febbraio 1977 dimesso)
- Luis Baldo Riva, C.SS.R. † (27 giugno 1977 - 27 giugno 1983 deceduto)
- Felipe María Zalba Elizalde, O.P. † (29 febbraio 1984 - 19 ottobre 1999 deceduto)
- Mario Busquets Jordá (25 gennaio 2001 - 11 maggio 2015 ritirato)
- Jorge Enrique Izaguirre Rafael, C.S.C. (11 maggio 2015 - 27 dicembre 2023 nominato vescovo di Chosica)
  - Juan Carlos Asqui Pilco,[1] dal 9 febbraio 2024

## Statistiche
La prelatura territoriale nel 2021 su una popolazione di 135.660 persone contava 119.260 battezzati, corrispondenti all'87,9% del totale.
| anno | popolazione | popolazione | popolazione | presbiteri | presbiteri | presbiteri | presbiteri                | diaconi | religiosi | religiosi | parrocchie |
| anno | battezzati  | totale      | %           | numero     | secolari   | regolari   | battezzati per presbitero | diaconi | uomini    | donne     | parrocchie |
| ---- | ----------- | ----------- | ----------- | ---------- | ---------- | ---------- | ------------------------- | ------- | --------- | --------- | ---------- |
| 1966 | 120.000     | 130.000     | 92,3        | 19         | 15         | 4          | 6.315                     |         | 4         | 20        | 17         |
| 1970 | 98.000      | 101.000     | 97,0        | 18         | 12         | 6          | 5.444                     |         | 6         | 20        | 20         |
| 1976 | 91.000      | 94.080      | 96,7        | 16         | 8          | 8          | 5.687                     |         | 8         | 25        | 22         |
| 1980 | 108.000     | 113.000     | 95,6        | 15         | 8          | 7          | 7.200                     |         | 7         | 24        | 23         |
| 1990 | 140.000     | 150.000     | 93,3        | 10         | 4          | 6          | 14.000                    |         | 6         | 30        | 24         |
| 1999 | 154.000     | 160.000     | 96,3        | 22         | 13         | 9          | 7.000                     |         | 53        |           | 13         |
| 2000 | 242.500     | 250.000     | 97,0        | 20         | 10         | 10         | 12.125                    |         | 10        | 40        | 12         |
| 2001 | 129.000     | 162.000     | 79,6        | 16         | 7          | 9          | 8.062                     |         | 9         | 39        | 12         |
| 2002 | 129.000     | 132.000     | 97,7        | 20         | 8          | 12         | 6.450                     |         | 20        | 40        | 23         |
| 2003 | 130.861     | 133.341     | 98,1        | 21         | 9          | 12         | 6.231                     |         | 20        | 37        | 23         |
| 2004 | 135.647     | 138.416     | 98,0        | 24         | 12         | 12         | 5.651                     |         | 20        | 38        | 23         |
| 2013 | 135.100     | 151.400     | 89,2        | 31         | 19         | 12         | 4.358                     |         | 13        | 56        | 24         |
| 2016 | 112.905     | 126.143     | 89,5        | 33         | 21         | 12         | 3.421                     |         | 12        | 43        | 36         |
| 2019 | 116.353     | 132.220     | 88,0        | 29         | 20         | 9          | 4.012                     |         | 11        | 44        | 23         |
| 2021 | 119.260     | 135.660     | 87,9        | 27         | 19         | 8          | 4.417                     |         | 8         | 40        | 25         |